# Rodeo del Medio

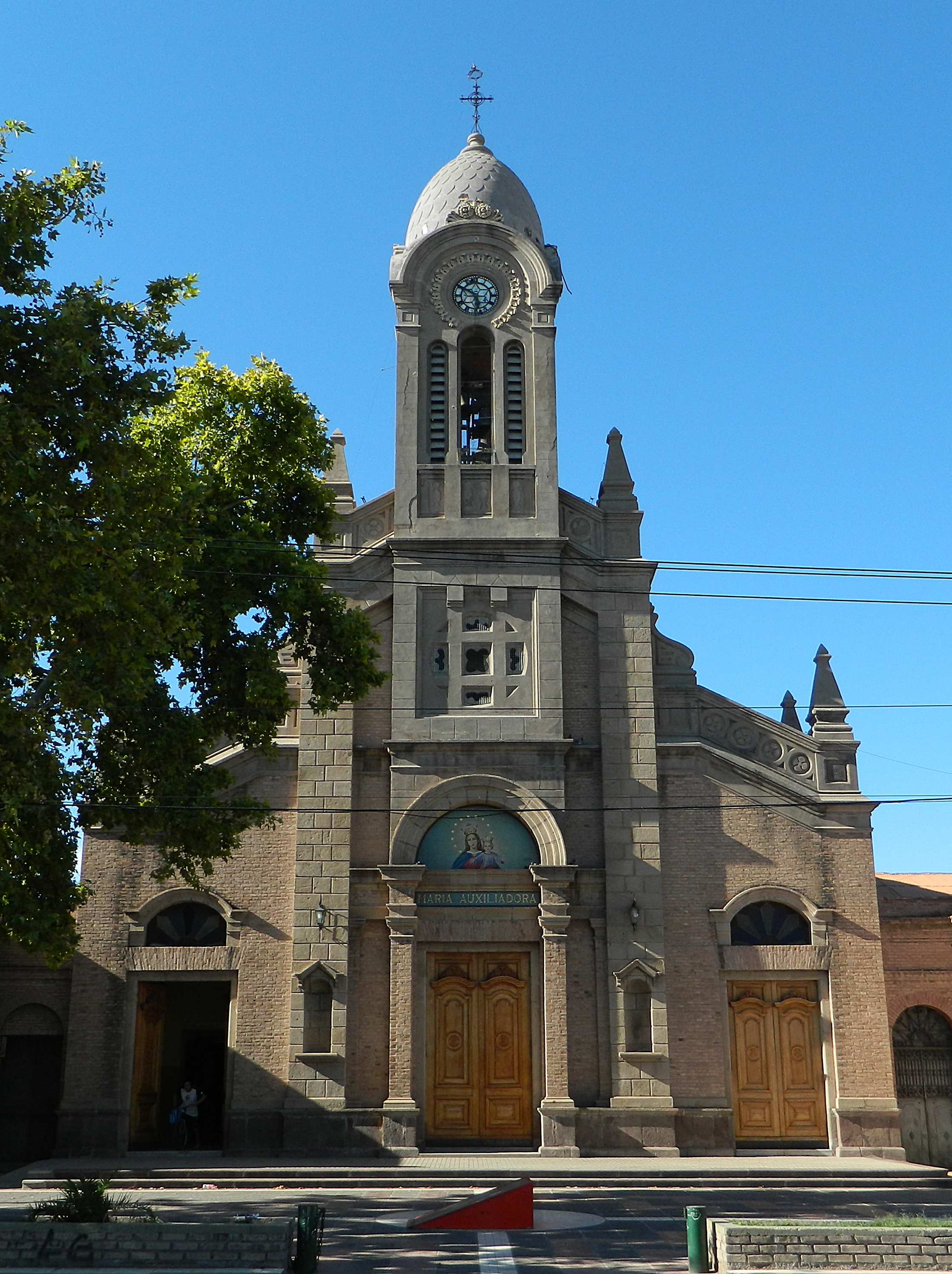
Parroquia y Santuario María Auxiliadora, uno de los atractivos de la localidad. Obra culminada en 1909.

Rodeo del Medio es una localidad y distrito del departamento Maipú de la provincia de Mendoza, Argentina.
En el distrito también se encuentran las localidades de Villa Seca, El Pedregal y Colonia Bombal.

## Toponimia
Se debe a los arreos hechos por los primeros colonos de la zona, de  Mendoza a Buenos Aires, y como esta localidad era una más,  se la denominó así.

## Historia
En esta zona se libró el 24 de septiembre de 1841 el combate homónimo entre los federales al mando de Ángel Pacheco contra los unitarios al mando de Gregorio Aráoz de Lamadrid. Fue el último combate de Antonio Luis Beruti.

## Educación
- Instituto Rodeo del Medio, niveles; Inicial, Primario y Secundario.
- Colegio María Auxiliadora, niveles; Inicial, Primario y Secundario.
- Colegio Don Bosco, niveles; Inicial, Primario, Secundario, Terciario y Facultad.
- Escuela Juan Isidro Maza, nivel Secundario.
- Escuela Jhon F. Kennedy, niveles; Inicial y Primario.
- Escuela Sagrada Familia, niveles; Inicial, Primario y Secundario.

## Economía
Agricultura y agroindustria.
Empresas relacionadas al agro, al ajo, la vitivinicultura y olivicultura entre otros.

## Equipo de fútbol
La ciudad de Rodeo Del Medio cuenta con un equipo de fútbol. Este equipo es el "Club Deportivo Rodeo Del Medio". Este equipo se fundó el 25 de diciembre en el año 1946. Actualmente está jugando en la liga mendocina, y su clásico rival es el club "Fray Luis Beltrán".

## Turismo
Con áreas históricas
- Santuario de María Auxiliadora, el cual data de más de un siglo de antigüedad y posee un órgano de gran tamaño.
- Obra de Don Bosco, la cual data de 1901. Adjunta al santuario, posee una escuela de estudios primarios, secundarios y facultad de enología. Esta es una de las mejores de la zona y el país ya que se la denomina como la cuna de la enología Argentina. Esto se debe a que posee la cava vitivinícola más antigua del país y la torre vinaria, una de las pocas del mundo.
- Casa de Lucila de Bombal, de 1895 y actualmente en proceso de puesta en valor
- Parque Ortega.

En este distrito se destaca la localidad de Colonia Bombal como productora de Frutas y hortalizas y Colonia Jara para frutales y olivares.

## Geografía

### Población
Rodeo del Medio presenta un continuo crecimiento demográfico en los últimos años: contaba con 9,120 habitantes (Indec, 2001), lo que representa un incremento del 45,5 % frente a los 6,268 habitantes (Indec, 1991) del censo anterior. Según el censo de 2010, la población de Rodeo del Medio es de 25 293 hab.

### Sismicidad
La sismicidad del área de Cuyo (centro oeste de Argentina) es frecuente y de intensidad muy alta, con un silencio sísmico de terremotos medios a graves cada 20 años.
- Sismo de 1861: aunque dicha actividad geológica catastrófica ocurre desde épocas prehistóricas, el terremoto del 20 de marzo de 1861 (164 años), con 12 000 muertes,[2] señaló un hito importante dentro de la historia de eventos sísmicos argentinos ya que fue el más fuerte registrado y documentado en el país. A partir del mismo los sucesivos gobiernos mendocinos y municipales han ido extremando cuidados y restringiendo los códigos de construcción.[1] Con el terremoto de San Juan del 15 de enero de 1944 (81 años) los gobiernos tomaron estado de la enorme gravedad crónica de sismos de la región.
- Sismo de 1920: de 6,8 de intensidad, destruyó parte de sus edificaciones y abrió numerosas grietas en la zona. Hubo 250 muertes por destrucción de casas de adobe[2][1]
- Sismo del sur de Mendoza de 1929: muy grave, y al no haber desarrollado ninguna medida preventiva, a pesar de haber transcurrido solo nueve años del anterior, mató a 30 habitantes por la caída de casas de adobe[1]
- Sismo de 1985: fue otro episodio grave,[3] de 9 s de duración, derrumbando el viejo Hospital del Carmen de Godoy Cruz.

## Ciudadanos destacados
- Pascual Pérez, campeón mundial de boxeo y medallista olímpico.
- Rufino Ortega Molina, quien viviera en este pueblo, luego de su gobernación.Participó en el trazado de algunas calles, en la obtención del órgano que posee el Santuario María Auxiliadora. Llevan su nombre: una zona del pueblo, un colegio y una calle.
- Juan Isidro Maza, historiador y escritor, vivió el la zona de la Colonia Bombal.
- Lucila Barrionuevo de Bombal, donó los terrenos de los colegios María Auxiliadora y Don Bosco. Contribuyó al desarrollo de este pueblo, una zona del mismo lleva su nombre.
- Pedro Scarel, soldado paracaidista destacado en su accionar dentro del RI Aerot 2 "Gral. Balcarce"

## Parroquias de la Iglesia Católica
| Arquidiócesis | Mendoza                                             |
| ------------- | --------------------------------------------------- |
| Parroquia     | Santuario María Auxiliadora Capilla Sagrada Familia |